# قصيرات الجسم
قصيرات الجسد (الاسم العلمي: Somabrachyidae)، فصيلة حشرات عثية من رتبة حرشفيات الأجنحة. أجناسها ثلاثة.